# 伯乐树属
，（学名：Bretschneidera）是疊珠樹科下的一个属，为乔木植物。该属仅有鐘萼木（Bretschneidera sinensis）一种，分布于中国云南、贵州、广西、广东、湖南、湖北、江西、浙江和福建，台灣和越南。